# میخائیل گومنیاک
میخائیل گومنیاک (انگلیسی: Mikhail Gumenyak؛ زادهٔ ۱ اکتبر ۱۹۸۰) ورزشکار اسکی صحرانوردی اهل اوکراین است.وی همچنین از اسکی‌بازان اسکی صحرانوردی در بازی‌های المپیک زمستانی ۲۰۰۶ بوده است.